# Чукалы (Большеигнатовский район)
Чукалы (эрз. Чукало) — село, центр сельской администрации в Большеигнатовском районе Мордовии.

## География
Расположено на речке Трокслей, в 7 км от районного центра и 52 км от железнодорожной станции Оброчное.

## История
Название-антропоним: от дохристианского мордовского имени Чукай. По данным А. А. Гераклитова, в документах упоминается с 1624 г.: в селе было 37 дворов (из них 5 пустых; 37 чел.); в 1721 г. — 36 дворов (179 чел.). В «Списке населённых мест Нижегородской губернии» (1863) Чукалы — село владельческое из 86 дворов (962 чел.) Сергачского уезда.
В 1929 году был создан колхоз «Красный Октябрь», с 1999 г. — СХПК. В современном селе — основная школа, библиотека, Дом культуры, детский комбинат, медпункт, магазин; памятник воинам, погибшим в годы Великой Отечественной войны.

## Население
| 2002 | 2010 |
| ---- | ---- |
| 307  | ↘255 |

Национальный состав
Согласно результатам Всероссийской переписи населения 2002 года, в национальной структуре населения мордва-эрзя составляли 92 %.

## Уроженцы
Чукалы — родина Героя Советского Союза П. В. Еделева, Героя Социалистического Труда Я. Ф. Асманова

## Источник
- Энциклопедия Мордовия, Р. Н. Бузакова.